# Guillermo Iván
Guillermo Iván Dueñas Lazcano es un joven actor, escritor, productor y director mexicano, inició su carrera desde muy temprana edad. En México sus estudios de actuación los realizó en la “Casa del Teatro” con José Caballero y Raúl Quintanilla. Es egresado de la Facultad de Artes y de la Universidad de La Habana, recibió el grado en Producción y Dirección de la Unión Nacional de Escritores y Artistas de Cuba; donde fue becado para mudarse a Nueva York y ser estudiante de tiempo completo en HB Studio. Con gran talento actoral Guillermo Iván también se ha formado en los escenarios teatrales, participando en diversos proyectos como  "Fedra y Otras GRIEGAS", "Ellioko, Flecha Entre Hermanos", "Encuentros", y "El Hombre Perfecto" en México, "Los Cuernos de Don Friolera" y "Romeo y Julieta" en Cuba. La pantalla de televisión también ha sido testigo del ascenso de la carrera de Guillermo Iván su trabajo actoral ha sido proyectado en diversos programas y series de la pantalla chica, principalmente en telenovelas de gran éxito para TV Azteca.
Sin embargo, el séptimo arte es lo que ha consolidado la carrera de Guillermo Iván no solo como un gran actor de la pantalla de cine, sino como uno de los escritores, productores y directores más jóvenes de México. La pantalla grande ha seguido la evolución y crecimiento en trabajos como La primera noche (1998), Casa de los babys (2003), La milagrosa (2008), Vantage Point (2008), Sin Memoria (2010), Labios Rojos (2011), El quinto mandamiento (2012) entre otras. Pero es en su ópera prima la película “Sin Retorno” de 2011, donde Guillermo Iván se estrena como escritor y director, éxito que actualmente le abrió las puertas grandes del cine en países como México, Colombia y Estados Unidos, para continuar con el rodaje de nuevos y exitosos largometrajes.

## Filmografía

### Telenovelas
- UEPA! Un escenario para amar (2015) .... Aldo Galán
- Corazón en condominio (2013-2014) .... Henry Jonas
- Amor cautivo (2012) .... Tony
- Quiéreme tonto (2010) .... Antonio Ruiz
- Se busca un hombre (2007) .... Iván
- Ángel, las alas del amor (2006) .... Enrique
- Las Juanas (2004) .... Miguel Carrero
- Soñarás (2004) .... Adriano
- Enamórate (2003) .... "El Punky"
- Yacaranday (1999) .... Timoteo
- El vuelo del águila (1994-1995)
- Dos mujeres, un camino (1993-1994)

### Series de TV
- Esta historia me suena (2023) .... 1 episodio
- Al otro lado del muro (2018) .... Joel Benítez
- El desconocido (2017) .... Adrián " El Cholo"

- Cambio de vida (2008) .... Pablo
- Lo que la gente cuenta (2005)
- Las cinco caras del amor (2004) .... Miguel

### Películas
- Mi gallo (2024) .... Osvaldo
- Rumba love (2021) .... Nicolas
- Yerbamala (2014) .... Fermín
- Sin condón (2013) .... Cristiano
- Bolaetrapo (2012) .... Bam Bam
- El quinto mandamiento (2012) .... Victor
- Elliot Loves (2011) .... Fabian
- Labios rojos (2011) .... Miguel
- Sin memoria (2010) .... Beto
- Dinoshark (2010) .... Victor
- Primero, no hacer daño (2009) .... Emilio
- Sin retorno (2009) .... Mau
- La milagrosa (2008) .... Lagarto
- Vantage Point (2008) .... Felipe
- Orale güey (2008) .... Román
- Cielo (2007) .... José Francisco
- Trade (2007) .... Alejandro
- Lo que se hereda no se hurta (2007)
- Cero y van 4 (2004) .... Álvaro ("El Torzón")
- Casa de los babys (2003) .... Reynaldo
- Espejo retrovisor (2002) .... Fabian
- El evangelio de las maravillas (1998) .... Pablo Centurión
- La primera noche (1998) .... Cheriff
- Armas de fuego (1992) .... Narcizo (niño)

### Teatro
(México)
- Fedra y Otras GRIEGAS
- Ellioko, flecha entre hermanos
- Encuentros
- El Hombre Perfecto

(Cuba)
- Los Cuernos de Don Friolera
- Romeo y Julieta